# Paria in Proconsolare
Paria in Proconsolare (łac. Diocesis Pariensis in Proconsulari) – stolica historycznej diecezji w Cesarstwie rzymskim w prowincji Afryka Prokonsularna, sufragania metropolii Kartagina. Współcześnie w Tunezji. Obecnie katolickie biskupstwo tytularne.

## Biskupi tytularni
| Lp. | Biskup                    | Funkcja                                     | Od             | Do               |
| --- | ------------------------- | ------------------------------------------- | -------------- | ---------------- |
| 1   | Edward Peter Cullen       | biskup pomocniczy Filadelfii (USA)          | 8 lutego 1994  | 16 grudnia 1997  |
| 2   | Jean-Paul Randriamanana   | biskup pomocniczy Antananarivo (Madagaskar) | 3 czerwca 1999 | 9 listopada 2011 |
| 3   | Joselito Carreño Quiñonez | wikariusz apostolski Inírida (Kolumbia)     | 3 grudnia 2013 |                  |